# 一志学園高等学校
一志学園高等学校（いちしがくえんこうとうがっこう）は、三重県津市に本校がある私立通信制高等学校。
学校法人玉村学園が設置し、2016年4月に開校した。

## 概要
2005年より三重県内において、不登校生に居場所と支援を提供するスクールを運営してきたNPO法人チャレンジスクール三重が母体となって設立された。
入学時期は4月のみである。通信教育を行う区域は三重県のみの狭域通信制である。
校舎は2014年に閉校した津市立大井小学校を利用している。

## 沿革
（沿革の出典は公式サイト）
- 2005年（平成17年）- 元県立高校教員が中心になって三重県知事認可のNPO法人チャレンジスクール三重設立
- 2014年（平成26年）- 不登校のための高校設立発起人会設立、三重県に学校設置計画提出
- 2015年（平成27年）- 三重県私立学校審議会において設置認可が「可」である答申がなされる[3]。
- 2016年（平成28年）- 学校法人玉村学園設立
- 2016年（平成28年）- 一志学園高等学校開校

## コース
（出典は公式サイト）
- 全日制コース

一志学園高校のメインのコースであり、毎日の通学が基本となっている。
- 土曜コース

高卒認定との併修が可能。
- フレックスコース

インターネットを利用して受講することにより、少ない登校日数で単位取得や単位取得が可能。